# بولسدورف
بولسدورف (به آلمانی: Bölsdorf) یک منطقهٔ مسکونی در آلمان است که در تانگرمونده واقع شده‌است. بولسدورف ۳۱۷ نفر جمعیت دارد.